# Imunosupresiv
Imunosupresívi ali zaviralci imunske odzivnosti so zdravila, ki zavirajo delovanje imunskega sistema. Imunosupresivna terapija se uporablja pri:
- preprečevanju zavrnitve presadka (presajenega organa ali tkiva),
- zdravljenju avtoimunskih boleznih (revmatoidni artritis, multipla skleroza, Crohnova bolezen ...),
- zdravljenju nekaterih neavtoimunih vnetnih bolezni (alergijska astma).

Imunosupresivi izkazujejo praviloma resne neželene učinke in tveganja za zdravje bolnika. Ker večina imunosupresivnih učinkovin deluje neselektivno, zavirajo celoten imunski sistem in organizem je dovzetnejši za okužbe in vznik rakavih celic. Med ostalimi neželenimi učinki se pojavljajo tudi povišan krvni tlak, dislipidemija, hiperglikemija, peptične razjede, kvarno delovanje na jetra (hepatotoksičnost) in ledvice (nefrotoksičnost). 
Imunosupresivne učinkovine lahko razdelimo v pet skupin: 
- glukokortikoidi
- citostatiki
- protitelesa
- učinkovine z delovanjem na imunofiline
- drugi imunosupresivi (npr. interferoni, opioidi).